# Disco de Benham

Ejemplo de un disco de Benham.

El disco de Benham o peonza de Benham es un disco con un patrón en blanco y negro igual o similar al mostrado en la imagen, que al girar a gran velocidad produce una ilusión óptica llamada el efecto de color de Fechner, por el cual se llegan a ver arcos de colores pálidos parpadeantes en distintas partes del disco. Estos son llamados colores parpadeantes inducidos por patrones, o colores de Fechner, en honor a su descubridor Gustav Fechner. 
El disco fue nombrado así en honor al periodista, científico aficionado e inventor de juguetes Charles Benham, quien en 1894 creó una peonza pintada con el patrón mostrado, al cual llamó la «peonza de espectro artificial». Benham se motivó a propagar este efecto a través de su peonza luego de su intercambio de correspondencia con el mismo Gustav Fechner. El disco se convirtió en el referente para la creación de dicha ilusión óptica, creándose posteriormente versiones con ligeras variaciones en el patrón del disco.
El fenómeno no es comprendido del todo. Un posible motivo por el cual se ven colores pueden ser las diferentes velocidades a los cuales los tres tipos de receptores de colores del ojo humano reaccionan. Al ver destellos de negro y blanco, los receptores descansan y se activan respectivamente. Para poder percibir el color blanco, tienen que activarse los tres tipos de receptores: los que perciben el azul, el verde y el rojo. Si los tres se activan a velocidades diferentes, se genera la ilusión de color. La frecuencia de rotación óptima para percibir colores va de 4 a 6 Hz. Inexplicablemente, no todos ven el mismo color; el cual también parece variar según la dirección de rotación. El disco y otros colores parpadeantes inducidos por patrones se han investigado como una herramienta en el diagnóstico de enfermedades oculares y de la vista.